# 萊蒙瓦利 (內華達州)
萊蒙瓦利（英語：Lemmon Valley）是位於美國內華達州瓦肖縣的普查規定居民點。

## 歷史
萊蒙瓦利的郵局於1964年設立，其後於1967年停運。

## 人口
根據2020年美國人口普查的數據，萊蒙瓦利的面積為44.39平方千米，當中陸地面積為41.29平方千米，而水域面積為3.10平方千米。當地共有人口4987人，而人口密度為每平方千米112.35人。